# Leiomyza
Genre
Leiomyza est un genre d'insectes diptères de la famille des Asteiidae.

## Liste d'espèces
Selon Catalogue of Life (18 août 2013) :
- Leiomyza birkheadi
- Leiomyza curvinervis
- Leiomyza dudai
- Leiomyza kaszabi
- Leiomyza laevigata
- Leiomyza nitidula
- Leiomyza scatophagina
- Leiomyza wheeleri